# Carlos-Manuel Alho Guerreiro
Pour les articles homonymes, voir Guerreiro.
Carlos-Manuel Alho Guerreiro (belge, né le 9 juin 1983 à Sambreville) est un  arbitre  du football belge, originaire de Farciennes, de père portugais  (Bas Alentejo) et de mère italienne (Province de Lecce). Il se lance dans l’arbitrage en 1998. En 2006, il accède aux divisions supérieures belges.
Il arbitre son premier match en Promotion le 2 septembre 2006 au RUW Ciney contre la RE Bertrigeoise et en Division 3 le 7 septembre 2008 au K Diegem Sport contre le SC Wielsbeke.
Le 15 janvier 2011, il officie pour la première fois en Division 2 dans le match opposant l'AFC Tubize au KSK Heist.
Le 25 janvier 2012, il siffle son premier match en Pro League dans le match opposant le SV Zulte Waregem au K Beerschot VAC.

## Quelques dates
1er match en D4 : 02 - 09 - 2006
1er match en D3 : 07 - 09 - 2008
1er match en D2 : 15 - 01 - 2011
1er match en D1 : 25 - 01 - 2012

## Statistiques détaillées
| Saison         | Arbitre 1 | Assistant | 4e Arbitre | Total | Div 1 | Div 2 | Div 3 | Div 4 | Coupe | Div 1 Lux | Total Saison |
| -------------- | --------- | --------- | ---------- | ----- | ----- | ----- | ----- | ----- | ----- | --------- | ------------ |
| 2006 - 2007    | 12        | 9         | 0          | 21    | 0     | 0     | 0     | 11    | 1     | 0         | 12           |
| 2007 - 2008    | 17        | 6         | 0          | 23    | 0     | 0     | 0     | 16    | 1     | 0         | 17           |
| 2008 - 2009    | 26        | 0         | 0          | 26    | 0     | 0     | 9     | 17    | 0     | 0         | 26           |
| 2009 - 2010    | 28        | 0         | 0          | 28    | 0     | 0     | 17    | 11    | 0     | 0         | 28           |
| 2010 - 2011    | 23        | 0         | 2          | 25    | 0     | 6     | 12    | 3     | 1     | 1         | 23           |
| 2011 - 2012    | 26        | 0         | 14         | 40    | 3     | 9     | 12    | 0     | 2     | 0         | 26           |
| 2012 - 2013    | 25        | 0         | 8          | 33    | 8     | 8     | 6     | 0     | 2     | 1         | 25           |
| 2013 - 2014    | 25        | 0         | 13         | 38    | 3     | 8     | 11    | 0     | 2     | 1         | 25           |
| 2014 - 2015    | 24        | 0         | 10         | 34    | 0     | 13    | 2     | 5     | 3     | 1         | 24           |
| Total carrière | 205       | 15        | 47         | 268   | 14    | 44    | 69    | 63    | 12    | 4         | 205          |